# D.I.T.C. (album)
D.I.T.C. è il primo album in studio del gruppo musicale hip hop statunitense Diggin' in the Crates Crew, pubblicato il 22 febbraio 2000 dalla Tommy Boy Records.

## Descrizione
| Recensione | Giudizio |
| ---------- | -------- |
| AllMusic   |          |
| RapReviews |          |
| NME        |          |

Ospiti del disco Big Pun, Cuban Link e KRS-One. Alle produzioni, oltre ai beatmaker del gruppo (Diamond D, Lord Finesse, Showbiz e Buckwild) anche Rockwilder e DJ Premier, che fornisce la base migliore dell'album (Thick).
Il gruppo è uno più talentuosi dai tempi del Wu-Tang Clan e l'album stabilisce chiaramente di quale portata sia stata la perdita di Big L per l'intero movimento hip hop, apprezzamenti che arrivano solamente postumi, dato che il rapper di Harlem «domina ogni traccia nella quale appare». Il gruppo omaggia Big L in Tribute e le comparsate dell'altro rapper scomparso Big Pun «rendono l'atmosfera del prodotto ancora più cupa». Accolto positivamente dai critici, come si può ascoltare in alcuni brani, l'album è stato più volte rinviato e diverse canzoni sono state inserite su altri album dei D.I.T.C. o trapelate su internet.

## Tracce
1. Thick – 3:42 (Andre Barnes, Lamont Coleman, Omar Credle, Christopher Martin)
2. Get Yours – 4:10 (Lamont Coleman, Omar Credle, Joseph Kirkland, Rodney Lemay, Louis Wilson, Ricardo Wilson, Carlos Wilson)
3. Where Ya At (feat. Big Pun & Milano) – 3:17 (Christopher Rios, Rudy Morgan, Rodney Lemay, Keith Emerson, Greg Lake, Carl Palmer)
4. Way of Life (feat. Armageddon) – 2:50 (Joseph Cartagena, Lamont Coleman, Rodney Lemay)
5. Day One – 4:16 (Joseph Kirkland, Lamont Coleman, Robert Hall, Omar Credle, Andre Barnes)
6. Hey Luv (feat. Milano & Cuban Link) – 4:31 (Rudy Morgan, Felix Delgado, Robert Hall)
7. Foundation – 3:55 (Joseph Kirkland, Omar Credle, Andre Barnes, Robert Hall, Rodney Lemay)
8. Champagne Thoughts – 3:54 (Omar Credle, Anthony Best, Morton Stevens)
9. Ebonics (Premo Mix) – 3:00 (Lamont Coleman, Christopher Martin)
10. Drop it Heavy (feat. KRS-One & Big Pun) – 3:59 (Lawrence Parker, Christopher Rios, Andre Barnes, Rodney Lemay)
11. Da Enemy – 2:46 (Joseph Cartagena, Lamont Coleman, Christopher Martin)
12. Stand Strong – 4:26 (Lamont Coleman, Robert Hall, Andre Barnes, Omar Credle, Rodney Lemay)
13. Weekend Nights – 3:13 (Andre Barnes, Rodney Lemay)
14. Thick (Rockwilder Mix) – 3:59 (Andre Barnes, Lamont Coleman, Omar Credle, Christopher Martin)
15. Tribute – 4:56 (Omar Credle, Andre Barnes, Robert Hall)

## Classifiche
| Classifica (2000) | Posizione massima |
| ----------------- | ----------------- |
| Stati Uniti       | 141               |